# Óscar Marroquín
Óscar Marroquín (* 1924; † 30. September 2010 in Guatemala) (vollständiger Name: Óscar Jesús Marroquín Milla) war ein guatemaltekischer Journalist und Politiker.

## Leben
Geboren als ältester Sohn des Gründers der guatemaltekischen Zeitung La Hora und ehemaligen Vizepräsidenten und Landwirtschaftsministers Guatemalas, Clemente Marroquín Rojas und der Carmen Milla Valenzuela, wirkte Marroquín seit den 1950er Jahren im journalistischen Bereich. Er war Vater von zehn Kindern, von denen einige ebenfalls journalistischen Tätigkeiten in der guatemaltekischen Presse nachgehen. So ist sein Sohn Gonzalo Fernando Marroquín Chefredakteur der Zeitung Prensa Libre. Seine beiden Söhne Juan Carlos Marroquín und Luis Marroquín haben die Funktion des Präsidenten bzw. Direktors bei der Tageszeitung Siglo Veintiuno inne. Marroquín war Direktor der von ihm gegründeten Zeitschriften Impacto und La Hora Dominical. Zudem gründete er die guatemaltekische Journalistenvereinigung Asociación de Periodistas de Guatemala (APG), sowie die Cámara Guatemalteca de Periodismo. Im Rahmen seiner politischen Laufbahn wurde er für zwei Wahlperioden als Abgeordneter in den Congreso de la República gewählt. Auch gehörte er 1965 der verfassungsgebenden Nationalversammlung Asamblea Nacional Constituyente an. Überdies stand er den beiden Banken Banco Nacional Agrario (die heutige Banrural) und Crédito Hipotecario Nacional in der Funktion des Präsidenten vor. Am 30. September 2010 verstarb er infolge einer Herzinsuffizienz.

## Auszeichnungen
- Botón de Oro „Pedro Julio García“ (2009)